# BabelNet
BabelNet è una rete semantica multilingue e un'ontologia lessicalizzata. BabelNet è stata creata integrando automaticamente la più grande enciclopedia multilingue – ovvero Wikipedia – con il più noto lessico della lingua inglese – ovvero WordNet. L'integrazione è stata effettuata per mezzo di una mappatura automatica. Le voci mancanti nelle altre lingue sono state ottenute con l'ausilio di tecniche di traduzione automatica. Il risultato è un "dizionario enciclopedico"
che fornisce concetti e voci enciclopediche lessicalizzate in molte lingue, collegati tra loro da grandi quantità di relazioni semantiche. Analogamente a WordNet, BabelNet raggruppa le parole in lingue diverse in insiemi di sinonimi, chiamati Babel synset. Per ciascun Babel synset, BabelNet fornisce definizioni testuali (chiamate glosse) in diverse lingue, ottenute da WordNet e da Wikipedia.
BabelNet è stato citato sul Time magazine come il rappresentante di una nuova era di risorse lessicografiche computazionali del ventunesimo secolo.

## Statistiche
Nell'agosto 2016, la versione 3.7 di BabelNet copre 271 lingue, incluse tutte le lingue europee, la maggior parte delle lingue asiatiche e anche il latino. BabelNet 3.7 contiene più di 13 milioni di synset e circa 745 milioni di sensi (indipendentemente dalla loro lingua). Ciascun Babel synset contiene 5,5 sinonimi in media in qualsiasi lingua. La rete semantica include tutte le relazioni lessico-semantiche di WordNet (iperonimia e iponimia, meronimia e olonimia, antonimia e sinonimia, ecc., per un totale di circa 364.000 archi relazionali) così come una generica relazione di correlazione da Wikipedia (per un totale di 380 milioni di archi). La versione 3.7 fornisce anche circa 11 milioni di immagini associate a Babel synset e codifica la rete in formato Lemon RDF e associa più di 2 milioni e mezzo di synset a etichette di dominio (ad esempio, "legge e crimine" o "informatica").

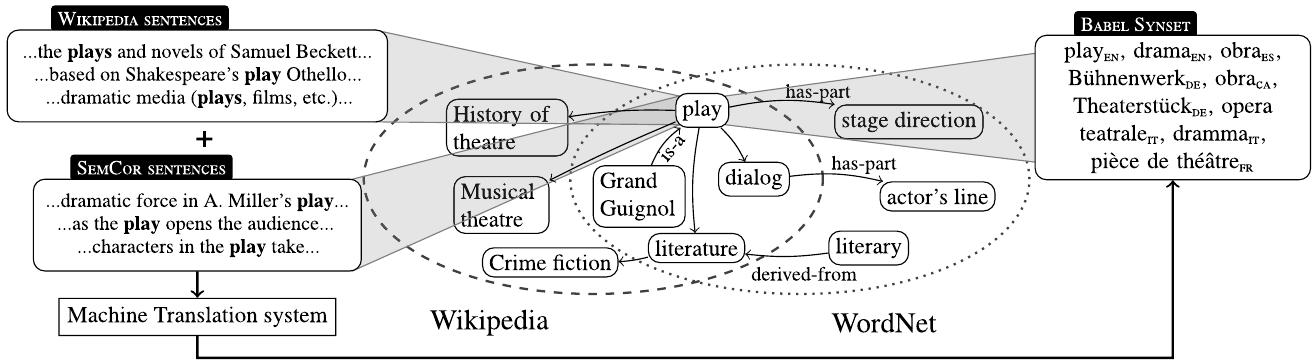
Schema di funzionamento (in inglese).

## Applicazioni
BabelNet è stato utilizzato per la realizzazione di un sistema di disambiguazione ed entity linking, Babelfy, che, grazie all'integrazione tra sensi lessicografici ed entità enciclopediche in un'unica rete semantica, ottiene prestazioni allo stato dell'arte utilizzando algoritmi su grafi.

## Premi
Nel 2015, BabelNet ha vinto il premio Multilingual Europe Technology Alliance.